# Modern Nyelvek Európai Központja
A Modern Nyelvek Európai Központját (ECML) 1994. április 8-án alapították. Kibővített részleges megállapodás az Európa Tanács . A részleges megállapodás "kiterjesztett", ami azt jelenti, hogy az Európa Tanácshoz nem tartozó államok is csatlakozhatnak az ECML-hez. A ECML az Oktatási Minisztérium része , amely a Demokrácia Főigazgatóság része. A (94) 10 határozat  a ECML-t 1997 decemberéig tartó kísérleti szakaszban határozta meg. Kikötötte továbbá, hogy egy külső értékelő csoportnak értékelnie kell a ECML teljesítményét ebben az időszakban. Ezen értékelés pozitív ajánlásai alapján az Európa Tanács Miniszteri Bizottsága  1998 júliusában elfogadta a (98) 11  határozatot, hogy állandó intézménnyé tegye. Ez az állásfoglalás meghatározza a ECML céljait és célkitűzéseit, meghatározza struktúráit, valamint leírja az egyes testületek összetételét és feladatait.
A ECML része az Európai Kulturális Egyezménynek, amelyet 1954. december 19-én fogadtak el Párizsban (Franciaország). Ez az egyezmény azt a célt tűzte ki maga elé, hogy "az európai népek közötti kölcsönös megértés és kulturális sokszínűségük kölcsönös megbecsülésének kialakítása, az európai kultúra védelme, az európai közös kulturális örökséghez való nemzeti hozzájárulás előmozdítása, miközben tiszteletben tartja ugyanazokat az alapvető értékeket, különösen az egyezmény részes felei nyelveinek, történelmének és civilizációjának tanulmányozásának ösztönzésével". 

## Kijelölés
Az ECML küldetése, hogy ösztönözze a nyelvoktatás kiválóságát és innovációját, és támogassa tagállamait  a hatékony nyelvoktatási politikák végrehajtásában. Ennek érdekében a Központ együttműködik a nemzeti döntéshozókkal és nyelvi szakértőkkel, hogy innovatív, kutatáson alapuló megoldásokat dolgozzanak ki a terület aktuális kihívásainak kezelésére  .

## CELV tevékenységek és projektek programja
A programok orientációját a tagállamok határozzák meg, és tükrözik a nemzeti prioritásokat, a kialakuló trendeket és a nyelvoktatás új kihívásait. A CELV által koordinált program négy éves időszakot ölel fel. Ez áll:
- egy redőny "fejlesztés" amely a feltárt problémákra kíván választ adni; És
- egy redőny "közvetítés", a tagállamok számára személyre szabott képzési és tanácsadási tevékenységekkel, valamint szélesebb közönséget célzó kezdeményezésekkel, például a Nyelvek Európai Napjával, konferenciákkal, webináriumokkal.

### A ECML tematikus területei
A ECML munkája és erőforrásai kilenc tematikus pillérre összpontosulnak :
- a nyelvtanárok és nyelvtanulók készségei [8] ,
- többnyelvű és interkulturális oktatás [9] ,
- nyelvtanulás fiatal kortól [10] ,
- iskolai nyelvek [11] ,
- idegen nyelvvel integrált tantárgy oktatása [12] ,
- tanterv és értékelés [13] ,
- nyelvoktatás és a migránsok szakmai integrációja [14] ,
- új média a nyelvoktatásban [15] ,
- jelnyelvek [16] .

### A Nyelvek Európai Napja
Az Európa Tanács kezdeményezésére a Nyelvek Európai Napját 2001 óta minden évben szeptember 26-án – az Európai Bizottsággal együttműködve – ünneplik.
A ECML koordinálja ezt a napot az Európa Tanács 46 tagállamának nemzeti közvetítőivel  szorosan együttműködve.

## ECML hálózatok

### tagállamok
Az ECML 36 tagállamának hivatalos szervei az:
- A ECML Irányító Bizottsága a Központ végrehajtó szerve ;
- A ECML nemzeti jelölő hatóságai felelősek a nemzeti szakértők jelöléséért a Központ tevékenységébe ;
- A ECML nemzeti kapcsolattartó pontjai nemzeti hálózatokon keresztül segítenek a projektek eredményeinek és a Központ munkájával kapcsolatos információk terjesztésében. ;
- Az osztrák szövetség (Verein EFSZ Österreich) kezeli a grazi (Ausztria) ECML infrastruktúráját, valamint a Központ és az osztrák hatóságok közötti kapcsolatokat.

### Együttműködés az Európai Bizottsággal
Az ECML és az Európai Bizottság közötti partnerség szakmai képzési lehetőséget biztosít a nyelvi szakértők számára ECML és az Európai Unió tagállamaiban.

### Együttműködés a Fórummal a szakmai hálózatért
A ECML számos nemzetközi nem-kormányzati szövetséggel és intézménnyel működik együtt a nyelvoktatás és a nyelvértékelés területén a Szakmai Hálózati Fórumon  keresztül, amely lehetővé teszi a szakértelem cseréjét. A Fórum tagjai:
- Amerikai Idegen Nyelvek Oktatási Tanácsa (ACTFL),
- Alkalmazott Nyelvészeti Nemzetközi Szövetség (AILA),
- Nyelvvizsgálók Szövetsége Európában (ALTE),
- Felsőoktatási Nyelvi Központok Európai Konföderációja (CercleS),
- Európai Nyelvvizsgáló és Értékelési Szövetség (EALTA),
- Minőségi nyelvi szolgáltatások értékelése és akkreditációja (EAQUALS),
- Európai Civil Társadalmi Platform a Többnyelvűségért (ECSPM),
- Oktatás és nyelvi és kulturális sokszínűség (EDiLiC),
- Európai Nyelvi Tanács (ELC),
- Nemzeti Nyelvi Intézmények Európai Szövetsége (EFNIL),
- Európai Szülők Szövetsége (EPA),
- Az Európai Unió Nemzeti Kulturális Intézetei (EUNIC),
- A Modern Nyelvek Tanárainak Nemzetközi Szövetsége (FIPLV),
- Többnyelvűség Nemzetközi Szövetsége (IAM),
- Nemzetközi Tanúsítvány Konferencia e. V. (ICC),
- Az Ottawai Egyetem Hivatalos Nyelvek és Kétnyelvűségi Intézete (OLBI).

#### Az Ottawai Egyetem Hivatalos Nyelvek és Kétnyelvűség Intézete (ILOB).
Az Együttműködési és Kapcsolati Jegyzőkönyv 2008. január 22-i aláírása óta  a ECML és az Ottawai Egyetem (az ILOB-n keresztül) szorosan együttműködik a ECML munkájának Kanadában történő terjesztése, valamint a kanadai szakértők bevonása érdekében tevékenységeibe és projektjeibe.
Különösen azokra a projektekre összpontosít, amelyek az Európa Tanács Közös Európai Referenciakeretéhez (CEFR) kapcsolódnak.

### Együttműködés a grazi nyelvi hálózattal
A grazi nyelvi hálózat (németül): Sprachen Netzwerk Graz) 2007-ben alakult a Modern Nyelvek Európai Központja Osztrák Szövetsége kezdeményezésére (németül: Verein Europäisches Fremdsprachenzenztrum in Österreich). Összefogja az oktatás és a kultúra területén tevékenykedő vezető regionális és helyi szervezeteket, hogy közös kezdeményezésekkel – például az évente megrendezésre kerülő Grazban megrendezésre kerülő Nyelvi Fesztiválon  előmozdítsák a többnyelvűséget és a nyelvi sokszínűséget.

## Külső link
- Hivatalos weboldal